# Sư tử Belfort
Bức tượng Sư tử Belfort là một công trình điêu khắc ở Belfort, Pháp. Được hoàn thành năm 1880, đây là sản phẩm của Frédéric Auguste Bartholdi, nhà điêu khắc Tượng Nữ thần Tự do.

## Tổng quan
Hoàn thành vào năm 1880, bức tượng được làm hoàn toàn bằng đá sa thạch đỏ. Các phần của tượng được điêu khắc riêng lẻ, sau đó được chuyển đến vách đá bên dưới lâu đài Belfort để lắp ráp. Với chiều dài 22 mét và chiều cao 11 mét, công trình khổng lồ này là điểm nhấn cho cảnh quan địa phương.

## Thư viện ảnh

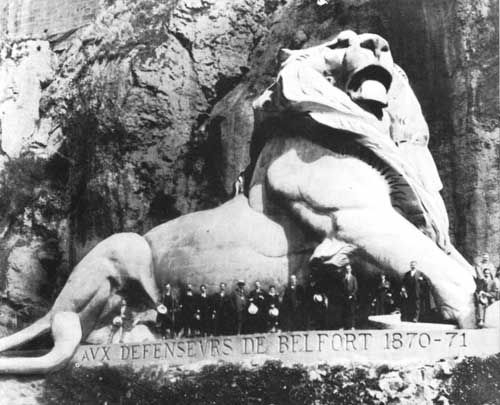
Người trước bức tượng
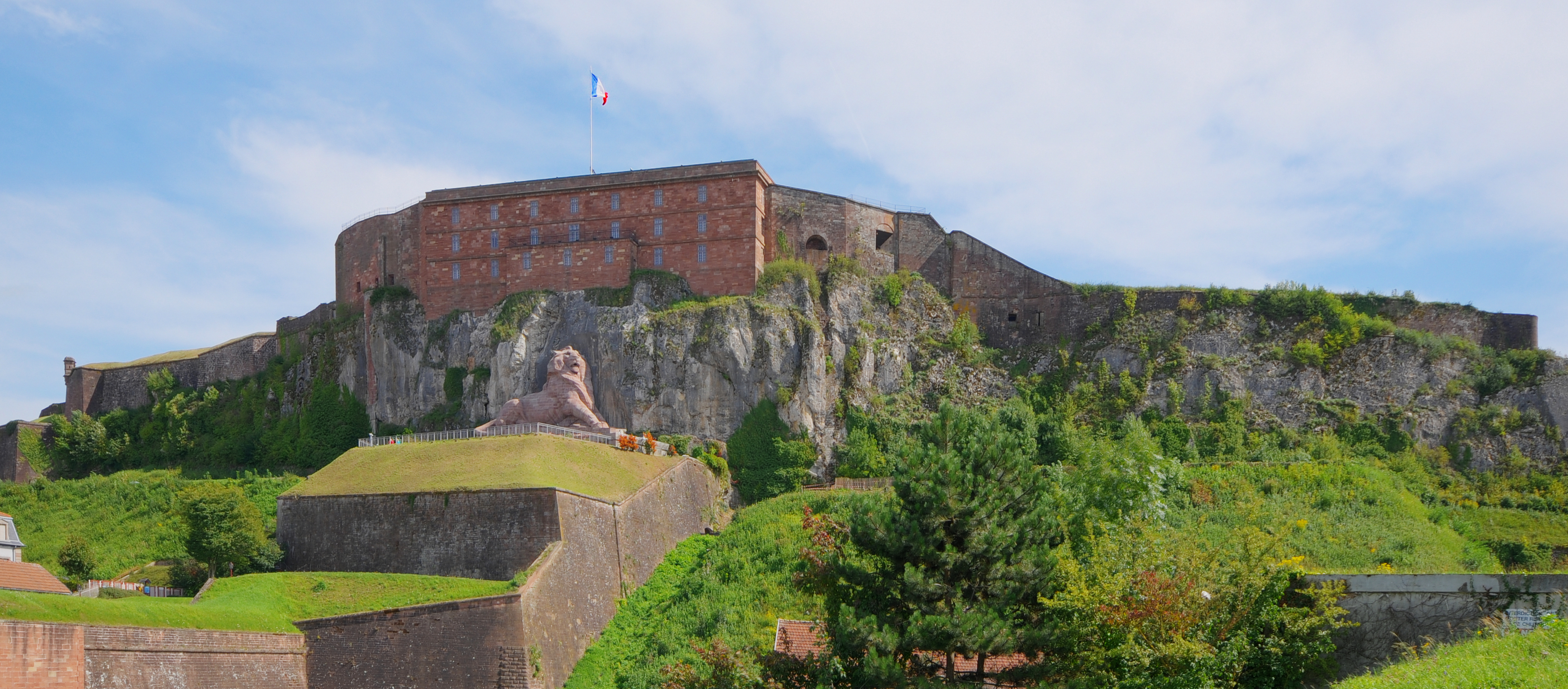
Bên dưới thành Belfort.
Sư tử Belfort
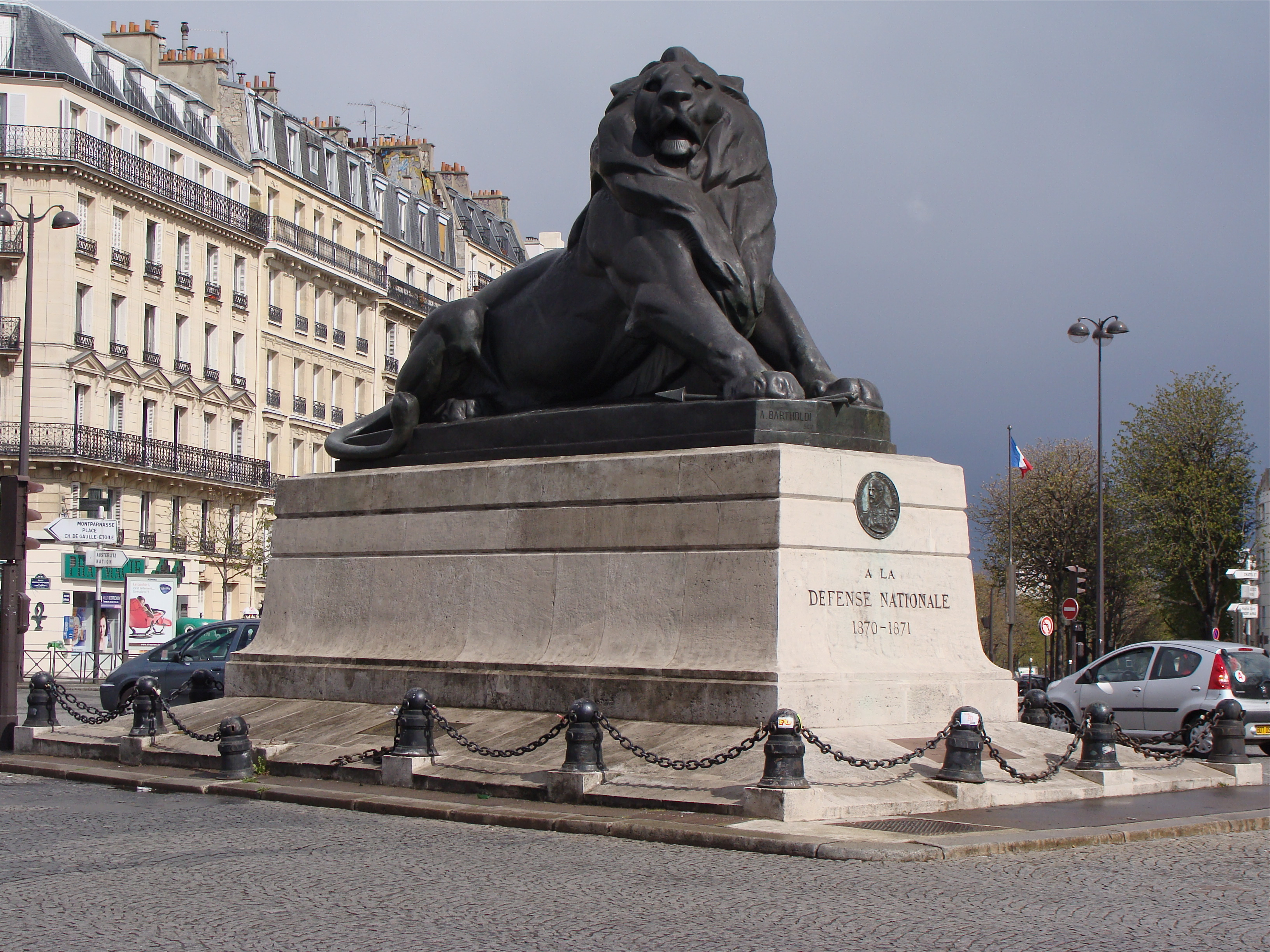
Phiên bản điêu khắc bằng  đồng ở Quảng trường Denfert-Rochereau, Paris.
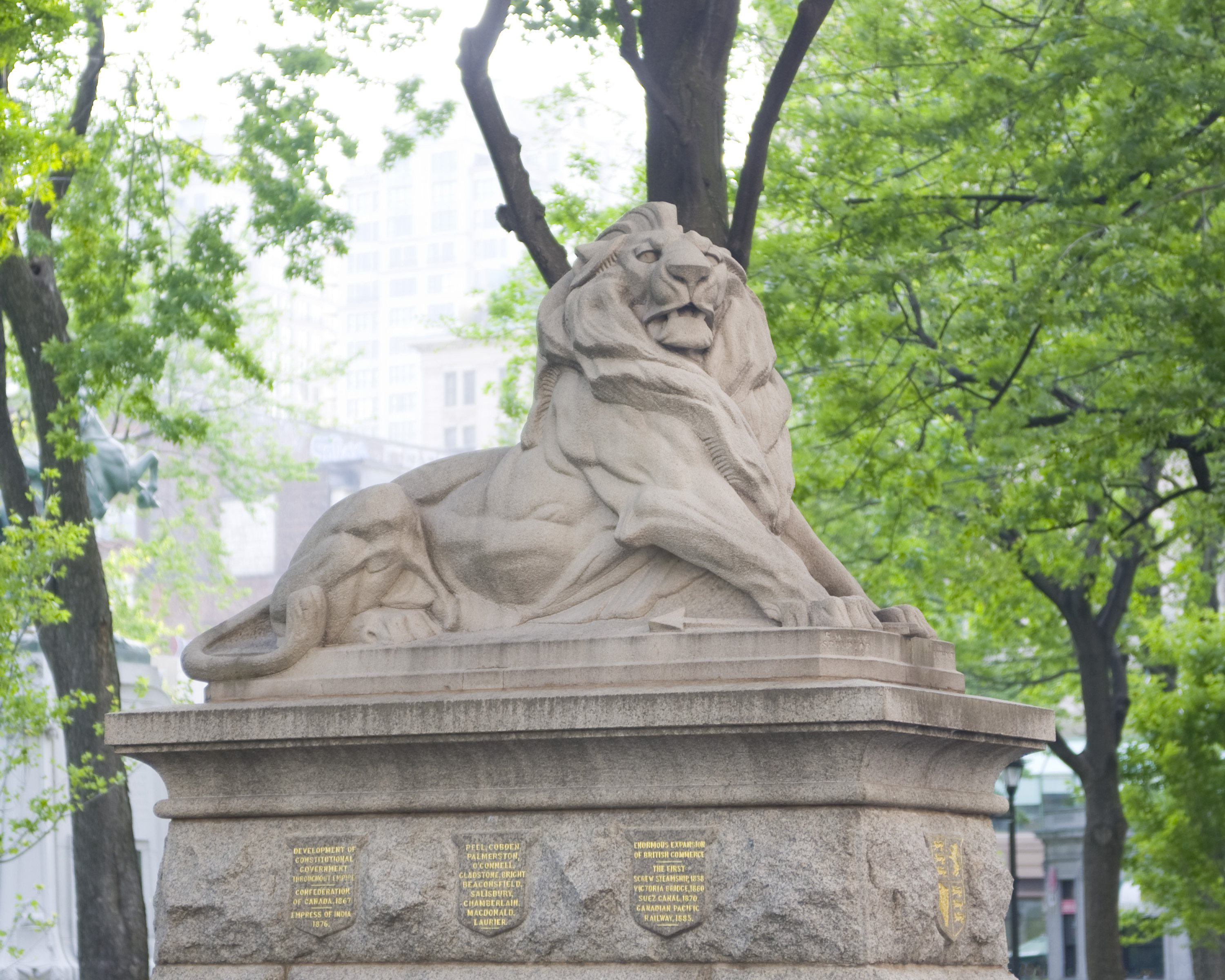
Phiên bản điêu khắc đá ở Quảng trường Dorchester, Montréal.
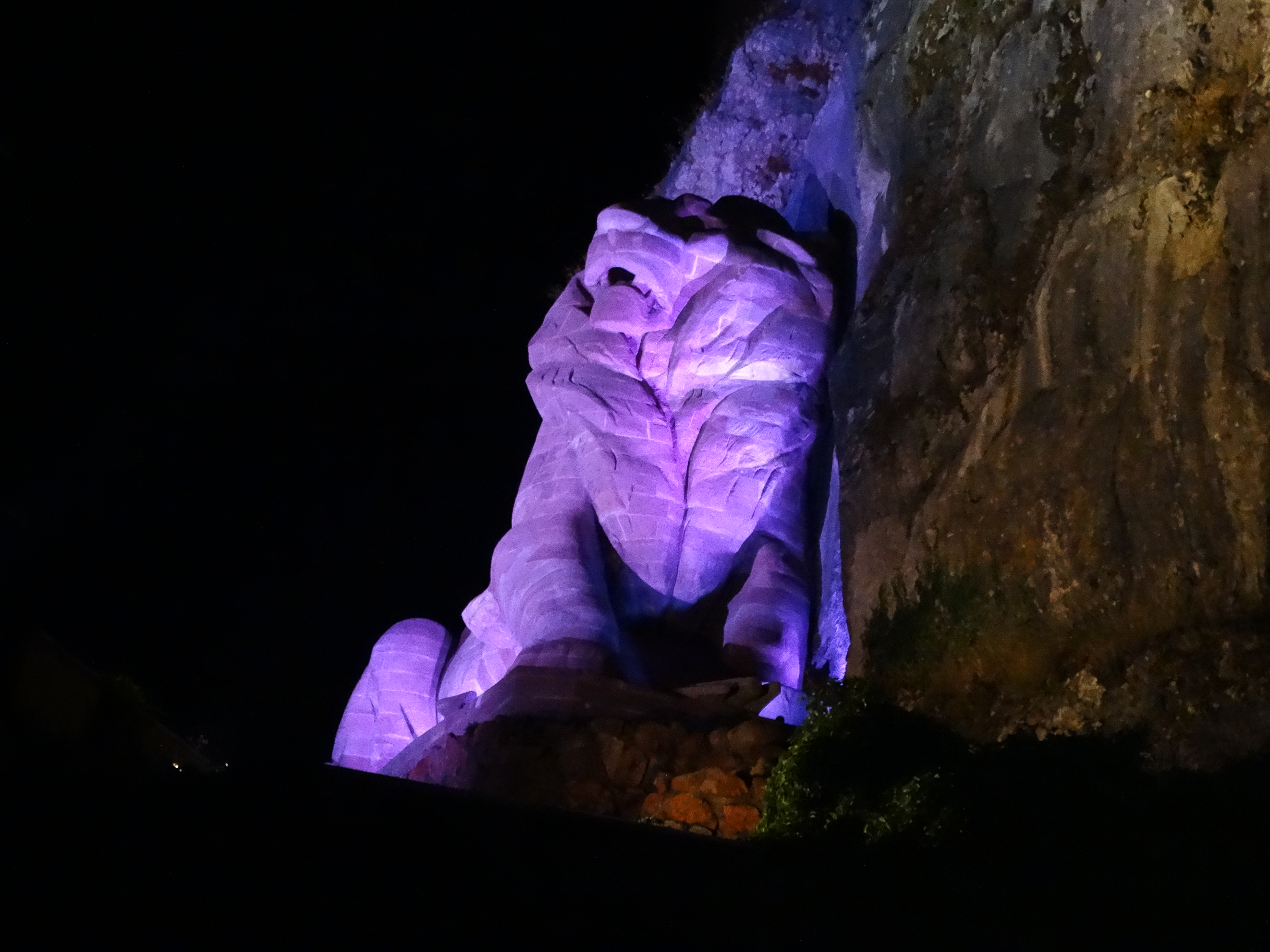
Bức tượng vào buổi đêm
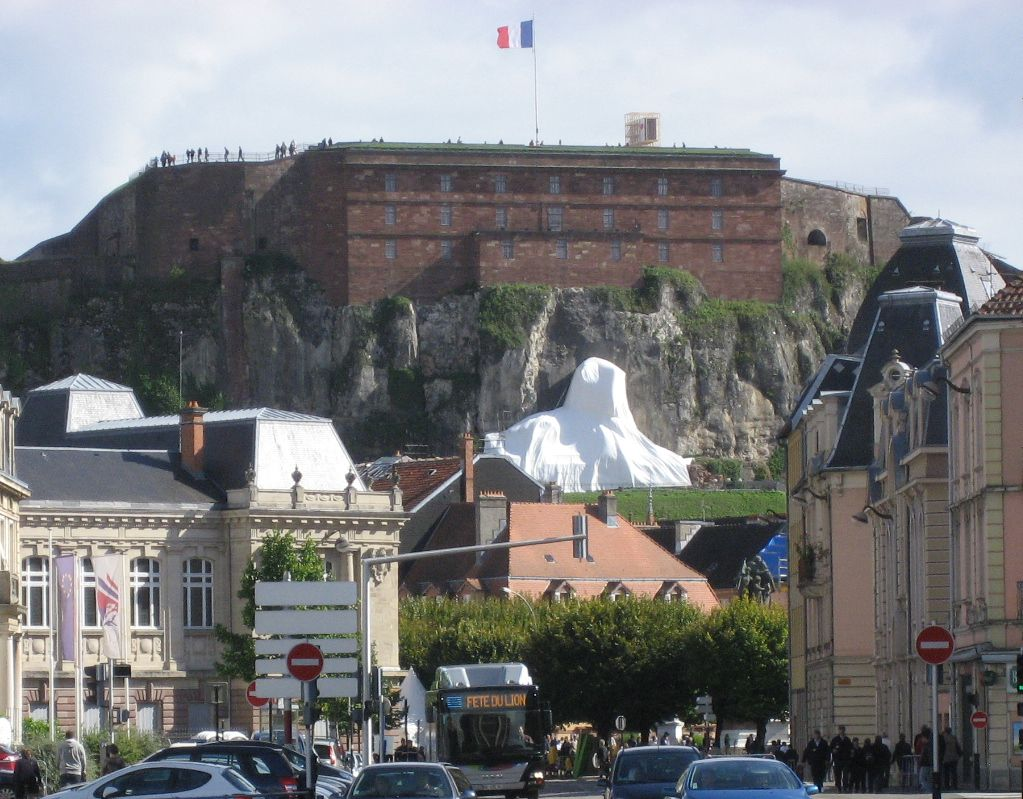